# خورخي مارتيكورينا كوبا
خورخي مارتيكورينا كوبا (9 نوفمبر 1956 - 1 مارس 2021) سياسي من بيرو. شغل منصب عمدة مقاطعة لورين، وخدم من عام 2007 إلى عام 2014 ومرة أخرى من عام 2019 حتى وفاته في عام 2021.

## السيرة الشخصية
وُلدت كوبا في منطقة تنتارا. التحق بمدرسة ألفونسو أوغارتي في ليما لدراسته الابتدائية والثانوية، وجامعة إنكا غارسيلاسو دي لا فيغا للحصول على درجته في المحاسبة.
ترشح كوبا في انتخابات ليما البلدية عام 1989 كعضو في حزب أبريستا البيروفي، الذي اندمج لاحقًا في التحالف الثوري الشعبي الأمريكي. تم انتخابه ليكون مستشارًا لبلدية منطقة لورين من 1990 إلى 1993. ترشح لمنصب عمدة المقاطعة في عام 2002، لكنه هزم أمام خوسيه لويس أييلون ميني. ومع ذلك فقد خلص نفسه في عام 2006، وفاز بالمقعد. أعيد انتخابه في انتخابات 2010 لكنه خسر أمام خوسيه أراكاكي ناكامين في انتخابات 2014. بالنسبة لانتخابات 2018 انتقل إلى الحزب «نحن بيرو» وفاز مرة أخرى بمقعد عمدة مقاطعة لورين.
أصيب خورخي مارتيكورينا بـ كوفيد 19 خلال الجائحة في بيرو في فبراير 2021. وتوفي في 1 مارس 2021 عن عمر يناهز 64 عامًا، ليصبح ثالث عمدة في منطقة العاصمة ليما يموت بسبب المرض، بعد لويس تشوكا نافارو وكلاوديو ماركاتوما ككاهوانا.